# Napier Barracks

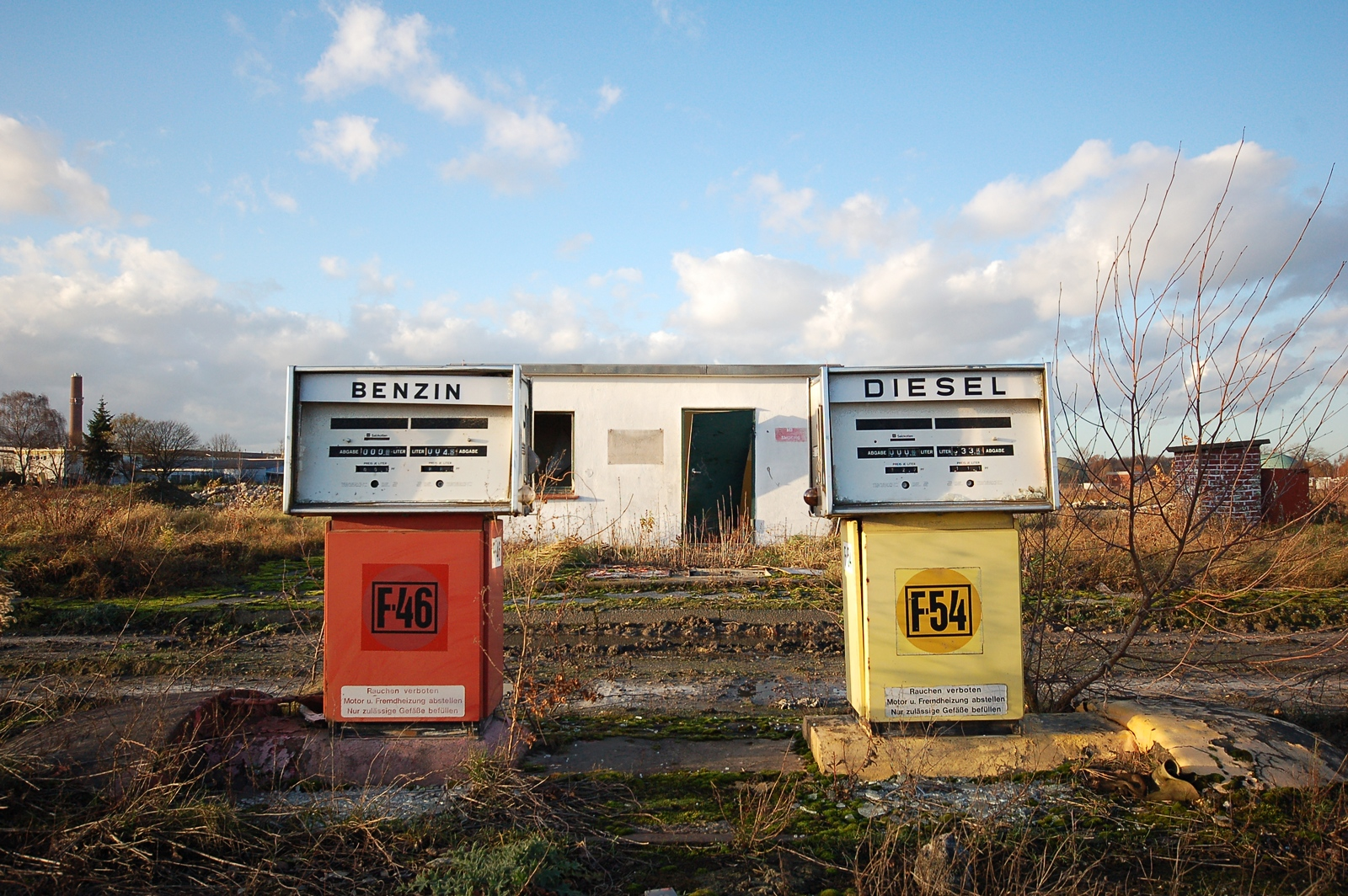
Tankstelle der Napier Barracks

Die Napier Barracks, zuvor Richthofen-Kaserne, war eine Kaserne der britischen Rheinarmee auf dem Gelände des Fliegerhorst Dortmund-Brackel in Dortmund-Brackel nordöstlich der Innenstadt.
Nach dem Zweiten Weltkrieg übernahmen die Briten die ursprünglich nach Manfred von Richthofen benannte Richthofen-Kaserne der deutschen Luftwaffe und benannten die Kaserne nach dem irischen Militärhistoriker William Francis Patrick Napier. Das 36th Heavy Air Defence Regiment der Royal Artillery betrieb hier eine Raketeneinheit und das Sondermunitionslager Dortmund.
Nach dem Abzug der Britischen Streitkräfte im Jahr 1995 erfolgte eine Umnutzung. Das Gelände wird heute als Trainingsgelände von Borussia Dortmund, durch den Golfplatz Royal St. Barbara's Dortmund Golf Club und dem Neubaugebiet Hohenbuschei genutzt. Der östliche Teil des Gebiets ist als Naturschutzgebiet ausgewiesen. Nur noch wenige Hinweise wie die Panzerstraße, die Bunkeranlagen, sowie ein Löschwasserteich im nahe gelegenen Naturschutzgebiet Buschei erinnern an die ehemalige Nutzung als Flughafen. Die letzten am Standort Brackel noch vorhandenen Flughafengebäude und ehemaligen militärischen Gebäude wurden ab 2007 eingeebnet.